# Velocidade da Luz (álbum)
Velocidade da Luz é um álbum de estúdio do Grupo Revelação, lançado em 2006 pela Deckdisc. Com 15 músicas inéditas, Velocidade da Luz dá um tempo na seqüência de registros ao vivo do Grupo Revelação e retoma a gravação em estúdio. O CD traz composições dos integrantes e de autores sempre presentes nos bons discos do gênero, como Arlindo Cruz, Sombrinha, Carlos Caetano e Neném Chama. O descobridor do grupo, Bira Haway, assina a produção que já conquistou o disco de platina (125 mil cópias vendidas).

## Faixas
1. "Baixa Essa Guarda"
2. "Nunca Mais"
3. "Só Pra Ver Você Sambar"
4. "Capaz de Tudo"
5. "Velocidade da Luz"
6. "No Terreiro de Sinhá"
7. "A Pureza da Flor"
8. "Coração Cigano"
9. "Narinha e Eu"
10. "Pensamento"
11. "Eu Vou Cuidar de Mim"
12. "Quer Bagunçar"
13. "Pára"
14. "Vivendo de Aparência"
15. "Som Brasileiro"